# 4470 Sergeev-Censkij
4470 Sergeev-Censkij eller 1978 QP1 är en asteroid i huvudbältet som upptäcktes den 31 augusti 1978 av den rysk-sovjetiske astronomen Nikolaj Tjernych vid Krims astrofysiska observatorium på Krim. Den har fått sitt namn efter Sergey Sergeev-Tsensky.
Asteroiden har en diameter på ungefär 16 kilometer och den tillhör asteroidgruppen Themis.